# نفرین فرانکشتاین
نفرین فرانکشتاین (به انگلیسی: The Curse of Frankenstein) فیلمی محصول سال ۱۹۵۷ و به کارگردانی ترنس فیشر است. در این فیلم بازیگرانی همچون پیتر کوشینگ، هیزل کورت، رابرت اورکهارت و کریستوفر لی ایفای نقش کرده‌اند. این فیلم بر اساس رمان فرانکنشتاین نوشته مری شلی ساخته شده‌است.